# Rainer Wittenborn
Rainer Wittenborn (* 1941 in Berlin) ist ein deutscher Maler und Grafiker, der in München lebt.

## Leben und Werk
Rainer Wittenborn wurde 1941 in Berlin geboren und war bis zu seiner Emeritierung Professor an der TU München.
Im Anfang arbeitete er mit dem Architekten Thomas Herzog und dem Konzeptkünstler Nikolaus Lang zusammen.
In den 1980ern dokumentierten Wittenborn und der Journalist Claus Biegert das Leben der kanadischen Cree-Indianer. Das Goethe-Institut nutzte seinen Einfluss, um diese Reise zu unterstützen. Von August bis Dezember 1979 waren die beiden zur Recherche in Québec unterwegs.

## Kunst am Bau
- Design-Center Linz, Österreich[4]

## Ausstellungen (Auswahl)

### Einzelausstellungen
- 1977: R. Wittenborn, Landscape management Westfälischer Kunstverein, Münster
- 1995: Description Amazons of the North: James Bay Revisited, Hessel Museum of Art, Bard College, Annandale-on-Hudson, New York State
- 2000: Rainer Wittenborn. De finibus terrae. South-North. An exploration on two borders Museo d'arte contemporanea Villa Croce, Genua

### Gruppenausstellungen
- 1977: documenta 6, Kassel
- 1979: Eremit? Forscher? Sozialarbeiter? Das veränderte Selbstverständnis von Künstlern Kunstverein in Hamburg, Hamburg
- 1983: aktuell '83 Städtische Galerie im Lenbachhaus & Kunstbau, München
- 1983: Übersee-Museum, Bremen[5]
- 1985: Der Baum in Mythologie Kunstgeschichte und Gegenwartskunst Heidelberger Kunstverein, Heidelberg
- 1987: Wo aber Gefahr ist, wächst das Rettende auch (Hölderlin) Hospitalhof, Stuttgart
- 2002: Utopie Quotidiane – L'uomo e i suoi sogni nell'arte dal 1960 ad oggi PAC-Padiglione d'Arte Contemporanea, Mailand
- 2003: Die Nacht des Jägers ... – the Night of the Hunter Brigitte March International Contemporary Art, Stuttgart
- 2004: Description Krieg – Medien – Kunst Städtische Galerie Bietigheim-Bissingen, Bietigheim-Bissingen
- 2010: Der erste Impuls – Skizzen – Zeichnungen Brigitte March International Contemporary Art, Stuttgart

## Auszeichnungen (Auswahl)
- 1971 Stipendium der Deutschen Akademie Villa Massimo[6]
- Fritz-Winter-Preis[7]